# Ato de Sucessão à Coroa de 1603
O Ato de Sucessão à Coroa de 1603 (em inglês: Succession to the Crown Act 1603; 1 Jac. C.1 I), cujo título completo é O mais alegre e justo reconhecimento do imediato, legítima e incontestável Sucessão, Descendência e Direito da Coroa, foi uma lei do Parlamento da Inglaterra promulgada durante o reinado de Jaime I.
A Lei recitou a lealdade do Parlamento para com Jaime, e afirmou que a Coroa inglesa, desde a morte de Isabel I, tinha chegado a ele "por inerente direito de nasciemnto e legítima e incontestável sucessão". Ele reconheceu-o como o legítimo rei da Inglaterra, Escócia, França e Irlanda. A lei foi revogada pelo Ato de Revisão do Estatuto da Lei de 1948, tendo-se tornado obsoleto no intervalo de três séculos.